# 戰地情人
《戰地情人》（英語：Captain Corelli's Mandolin），約翰·麥登执导2001年戰爭片，根据路易·德贝尔尼埃同名小说改编而来。本片表达了对1943年9月意大利投降後，在凯法利尼亚岛上被進駐的德军处决的数千名意大利士兵，以及战后地震中丧生的凯法利尼亚人民的敬意。男女主角分别由尼古拉斯·凯奇和佩内洛普·克鲁兹饰演。

## 剧情
希臘戰役後，意大利占领希腊並進駐了伊奧尼亞群島，大批意军和少数德军在凯法利尼亚岛上屯駐，岛上住民随即投降。意军阿古依师的安东尼奥·科雷利上尉个性开朗，喜欢弹曼陀林，还训练他的部下唱合唱。而他们从未开过枪。最开始，他和许多村民都保持距离，包括村医的女儿佩拉贾。佩拉贾受过教育，意志坚韧。医生为了换取医疗用品，遂让安东尼奥·科雷利来和他们住在一起。佩拉贾原本不喜欢科雷利，但后来逐渐被科雷利的个性和他演奏的曼陀林所吸引。
佩拉贾的未婚夫曼德拉斯是当地一个渔民。曼德拉斯去大陆打仗以后，安东尼奥和佩拉贾的感情越走越深。安东尼奥也欢喜村庄中无尽的活力，不禁质疑起他打仗的意义。安东尼奥和他的音乐部队，已然成为了村民们生活的一部分。但时光飞逝，战争临近，安东尼奥和佩拉贾不得不在对国之忠和对人之爱间做出选择。
1943年，義大利投降，意军高兴准备回家。然而，因義大利法西斯黨和墨索里尼的倒台，盟友納粹德國為了確保義大利半島安全强迫意军繳械，並接管一切意大利在南歐及巴尔干半岛包括希臘在內的佔領區，以防备现时敌人意大利新政府和盟軍。德军将大举进攻，希腊人与意军商谈，用意军武器保卫家园。为此，德軍最高統帥部将成千上万意军射杀。安东尼奥·科雷利的一名士兵用身体帮他挡子弹，倒在他身上死去，科雷利得以幸存。晚上，曼德拉斯发现科雷利仍然活着，于是把他带到医生那里治疗，还帮他乘船逃离小岛。佩拉贾问曼德拉斯为什么要救科雷利，曼德拉斯向她坦白，因为他想让她重新爱他一次。但是这并没有用，他们还是分手了。之前，曼德拉斯回凯法利尼亚岛看佩拉贾的时候，他说他所以从来不回她写的情书，是因为他不识字。
1947年，佩拉贾收到一份意大利寄来的包裹，里面只有科雷利为她作的曲灌的一张唱片，没有留言。1953年伊奧尼亞地震爆发，连医生房子在内，村庄大部被毁，但岛上生活继续，不久，科雷利回到佩拉贾身边。

## 演员
- 尼古拉斯·凯奇............安东尼奥·科雷利上尉
- 佩内洛普·克鲁兹............佩拉贾
- 尊·赫............医生
- 克里斯汀·貝爾............曼德拉斯
- 大卫·莫瑞瑟............金特·韦伯上尉

## 发行

### 票房
本片美国票房排行榜排名第六，首映周末票房为7,209,345美元。国内票房仅为25,543,895美元，国外票房为36,569,000美元，全球总计62,112,895美元。本片制作成本为5700万美元。

### 奖项
佩内洛普·克鲁兹因本片、《美国毒枭》和《香草天空》获金酸莓獎最差女主角提名。